# Bataille de Remagen
Front de l'Ouest de la Seconde Guerre mondiale
Batailles
Campagne d'Allemagne de 1945
- Blackcock
- Veritable
- Blockbuster
- Grenade
- Lumberjack
  - Remagen
- Undertone
- Traversée du Rhin
- Varsity
- Poche de la Ruhr
- Francfort
- Wurtzbourg
- Cassel
- Heilbronn
- Friesoythe
- Nuremberg
- Hambourg
- Amherst
- Archway
- Château d'Itter

Front d’Europe de l’Ouest
Front d’Europe de l’Est
Campagnes d'Afrique, du Moyen-Orient et de Méditerranée
Bataille de l’Atlantique
Guerre du Pacifique
Guerre sino-japonaise
La bataille de Remagen est une bataille de la campagne d'Allemagne qui oppose les forces américaines et belges aux forces allemandes du 7 au 25 mars 1945 lors de la Seconde Guerre mondiale. L'affrontement, qui fait partie de l'opération Lumberjack, aboutit à la capture inattendue par les forces alliées du pont Ludendorff sur le Rhin.

## Contexte
Les Alliés venaient de remporter la terrible bataille des Ardennes et de capturer la ligne Siegfried, ils leur fallait maintenant pénétrer en Allemagne. Leur objectif était d’établir des têtes de ponts sur le Rhin afin de pouvoir accéder à la Ruhr (principale région industrielle allemande). La 9e division blindée de la première armée américaine, ayant avancé de façon inattendue rapidement vers le Rhin, fut très surprise de voir l'un des derniers ponts sur le Rhin encore debout.
La bataille s’annonçait ardue, car les Allemands n’avaient pas l’intention de laisser les Alliés rentrer en Allemagne sans payer le prix fort. De plus, la plupart des ponts sur le Rhin furent détruits, ce qui empêchait les Alliés de pouvoir le franchir. Cependant, le lieutenant Carl Timmermann (à la tête du 27e bataillon d’infanterie blindée de la 1re armée américaine) découvrit que le pont ferroviaire de Remagen n’avait pas été détruit. Les Alliés apprirent plus tard que Hitler en avait pourtant donné l’ordre. Le 27e bataillon reçut l’ordre de s’en emparer coûte que coûte.

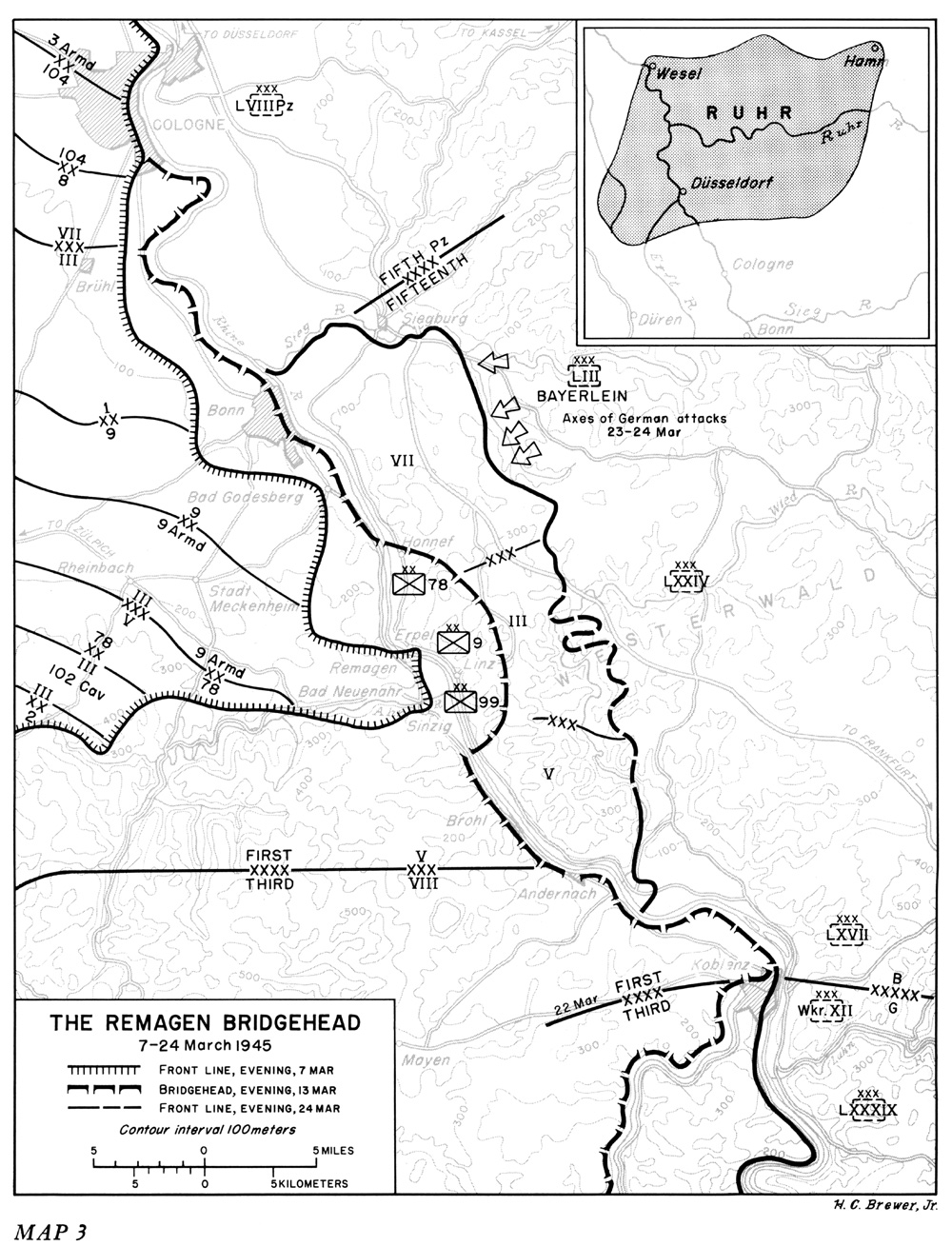
Carte de la tête de pont de Remagen du 7 au 24 mars 1945.

## La bataille
Les Allemands avaient piégé le pont avec environ trois tonnes de dynamite. À 13 h 40 débuta l'offensive alliée. La situation devenant alors intenable, les Allemands, qui mirent à feu une partie des charges explosives, tentèrent un premier dynamitage du pont, mais le seul résultat obtenu fut un cratère de 10 mètres de diamètre creusé dans le tablier du côté de la rive gauche. À 15 h 40, le Major Scheller ordonna à nouveau le dynamitage du pont, mais celui-ci resta toujours debout après l'explosion car un des câbles de mise à feu avait été détruit au cours des combats.
Les artificiers américains purent retirer toutes ces charges et, dans les 24 heures qui suivirent, 8 000 soldats traversèrent le pont, étendant leur première tête de pont sur la rive droite du Rhin, deux semaines avant l'opération Plunder méticuleusement planifiée du maréchal Bernard Montgomery. Cette action valut au lieutenant Karl H. Timmermann et à douze autres militaires la Distinguished Service Cross et une citation du président Roosevelt. Eisenhower, quant à lui, ordonna à Bradley d’envoyer cinq divisions pour soutenir le 27e bataillon. Quand la nouvelle parvint aux oreilles de Hitler, il entra dans une telle rage qu’il révoqua von Rundstedt, nomma Kesselring à sa place et fit fusiller cinq officiers. Les actions des GI empêchèrent les Allemands de se regrouper à l'est du Rhin et de consolider leurs positions.

Passage du pont de Remagen par les Alliés.

La bataille pour le contrôle du pont amena les forces américaines et allemandes à utiliser pour la première fois de nouvelles armes et tactiques au combat. Au cours des dix jours suivants, après sa capture le 7 mars 1945 et jusqu'à son effondrement le 17 mars, les Allemands utilisèrent pratiquement toutes les armes à leur disposition pour tenter de détruire le pont. Cela comprenait de l'infanterie et des blindés, des obusiers, des mortiers, des mines flottantes, des bateaux minés, un canon de chemin de fer et l'obusier de siège géant de 600 mm Karl-Gerät. Ils attaquèrent également le pont à l'aide des nouveaux bombardiers à turboréacteurs Arado Ar 234B-2.
Pour protéger le pont contre les avions, les Américains positionnèrent la plus grande concentration d'armes anti-aériennes de toute la Seconde Guerre mondiale, menant aux « plus grandes batailles d'artillerie antiaérienne de l'histoire américaine ». Les Américains dénombrèrent 367 avions de la Luftwaffe allemands différents attaquant le pont au cours des dix jours. Les Américains affirmèrent avoir abattu près de 30 % des avions envoyés contre eux. L'offensive aérienne allemande avait échoué significativement,.

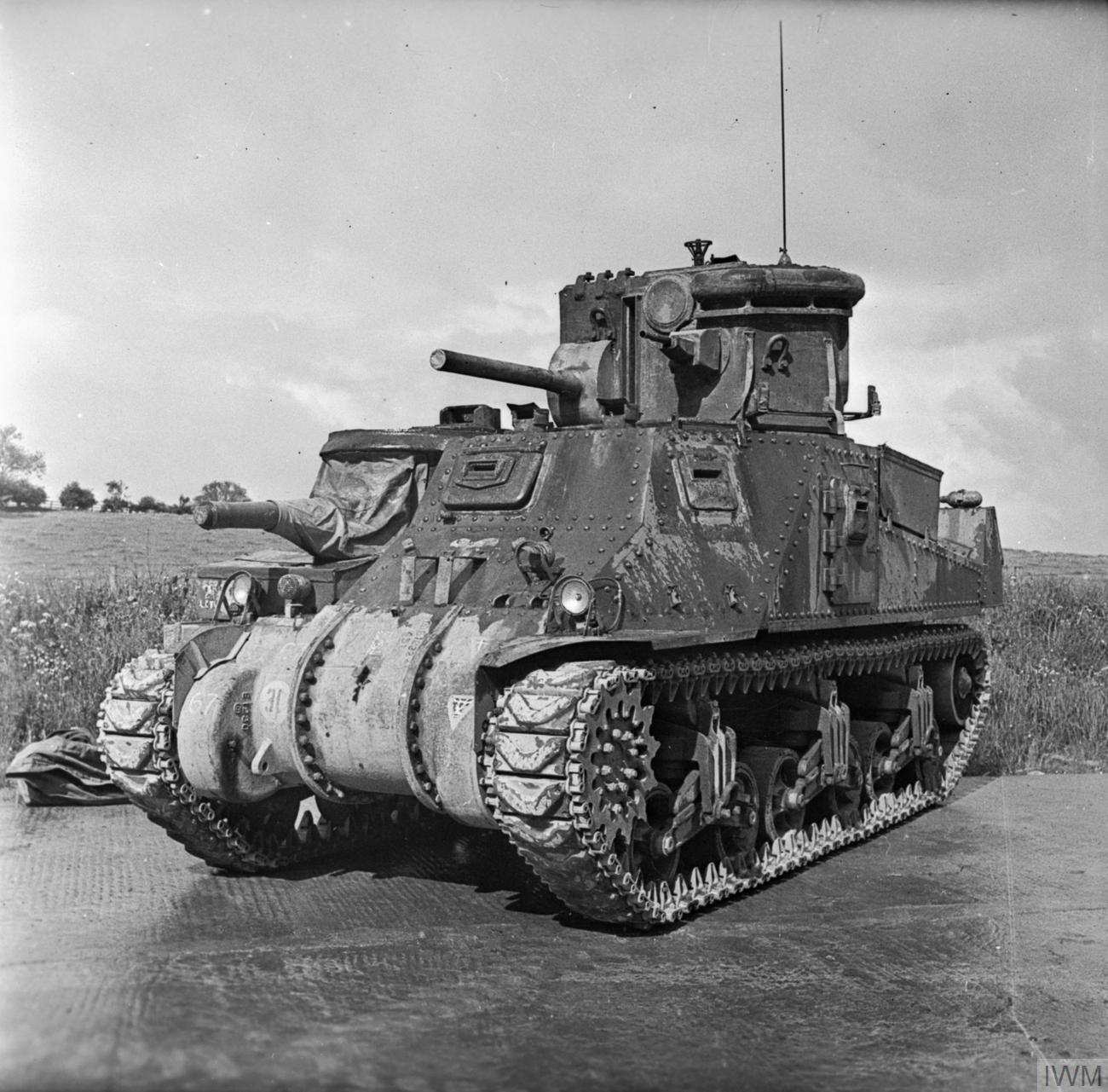
Le M3 Canal Defence Light, inventé par les Britanniques, éclairait le pont et le fleuve de nuit.

Le 14 mars, Adolf Hitler ordonna au général Hans Kammler de la Schutzstaffel le lancement de roquettes V2 pour détruire le pont. Ce fut la première fois que de tels missiles étaient utilisés contre un objectif tactique et la seule fois où ceux-ci visèrent une cible allemande. Les 11 missiles lancés tuèrent six Américains et un certain nombre de citoyens allemands dans les villes voisines, mais aucun ne s'abattit à moins de 500 mètres du pont. Lorsque les Allemands envoyèrent une équipe de sept nageurs de combat utilisant un appareil sous-marin italien pour poser des mines, les Américains étaient prêts. Pour la première fois au combat, des projecteurs de 13 millions de bougies (12,8 millions de candelas) montés sur M3 Lee (voir Canal Defence Light (en)), furent déployés afin de les détecter dans l'obscurité, et ceux-ci furent tous tués ou capturés.

## Conséquences

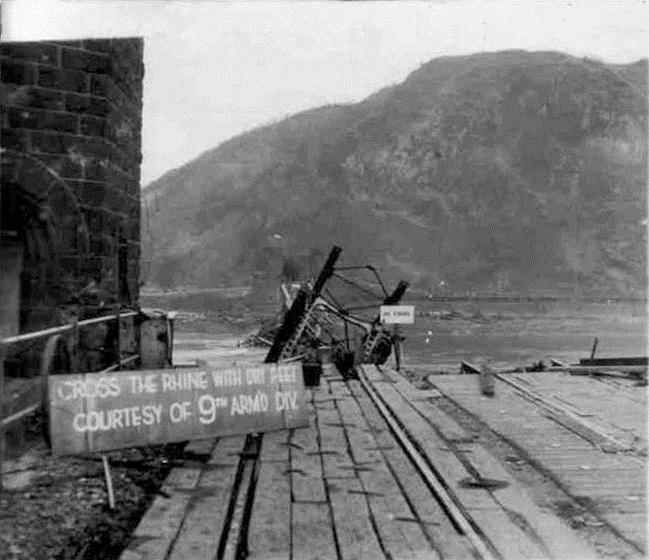
Le pont finit par s'effondrer le 27 mars 1945.

La prise soudaine d'un pont sur le Rhin fit la une des journaux américains,. La disponibilité inattendue d'une tête de pont sur le côté est du Rhin plus de deux semaines avant l'opération Plunder permit au haut commandant allié de modifier ses plans pour mettre fin à la guerre. Les Alliés purent transporter rapidement cinq divisions à travers le Rhin dans la Ruhr, le cœur industriel de l'Allemagne. Le pont avait subi des mois de bombardements aériens, de coups directs d'artillerie, d'accidents et de tentatives délibérées de démolition. Il s'est finalement effondré à 15 h le 17 mars, tuant 28 ingénieurs américains et en blessant 63. Mais à ce moment-là, les ingénieurs du génie de l'armée américaine avaient terminé la construction d'un pont à bande de roulement tactique en acier et d'un pont flottant robuste suivi d'un pont Bailey sur le Rhin. Plus de 25 000 soldats entrèrent en Allemagne avant que les Américains ne sortent de la tête de pont le 25 mars 1945, soit 18 jours après la capture de l'ouvrage. Certaines autorités militaires allemandes et américaines estimèrent que la capture du pont permit de raccourcir la guerre, bien que contesté par un général allemand. Le pont ne fut pas reconstruit après la Seconde Guerre mondiale.

## Dans la culture populaire

### Cartes postales

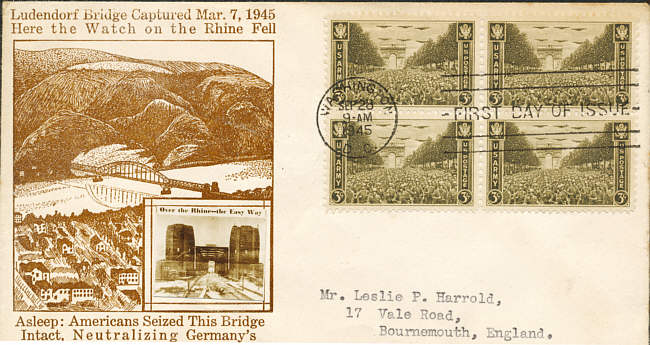
Le pont de Remagen capturé le 7 mars 1945. Ici, la Garde du Rhin s'est endormie : Les Américains ont saisi le pont intact, neutralisant ainsi l'Allemagne.

Le 8 septembre 1945, la poste américaine a émis un timbre de trois cents commémorant la libération de Paris. Les couvertures du premier jour ont été illustrées d'images du pont de Remagen illustrant sa capture. D'autres pays ont émis des timbres commémorant la prise du pont, notamment le Nicaragua, la Guyane, la Micronésie et la République des îles Marshall.

### Livres, films et jeux
Ken Hechler était un historien du combat pendant la Seconde Guerre mondiale. Il était au quartier général du IIIe corps, à 16 km de Remagen, lorsque le pont fut capturé. Il y est arrivé peu de temps après et a interviewé les protagonistes. Il revint après la guerre à deux reprises pour interroger les Allemands ayant pris part à la bataille. Il rencontra le capitaine Willi Bratge, l'un des deux officiers qui n'avaient pas été exécutés sur les ordres d'Hitler à la suite de sa capture par les Américains, et passa une semaine avec lui dans la région de Remagen pour apprendre les détails de la bataille. Hechler publia le livre The Bridge at Remagen en 1957. Le livre a été adapté dans un film hollywoodien produit par David L. Wolper en 1967.
Parmi les autres œuvres illustrant la bataille, citons :
- Those Damned Engineers, un livre non-fiction de Janice Holt Giles.
- « Kane et Abel », un livre de fiction de Jeffrey Archer, comprend une scène dans laquelle Kane est sauvé par inadvertance par Abel.
- Die Brücke von Remagen, Rolf Palm (allemand)
- Tun Für Andere (Do Unto Others), un court métrage réalisé par Ryan Russo en 2016.
- Panzer Leader, un jeu de plateau tactique, contient un scénario de stock nommé « Remagen Bridge ».
- Panzer Front, un jeu de simulation de chars de 1999, oblige le joueur à détruire les forces ennemies de l'autre côté du Rhin avant de traverser le pont.
- Call of Duty: Finest Hour, un jeu vidéo de 2004. Dans la mission finale, le joueur doit traverser et capturer le pont Ludendorff.
- Battlefield 2142: Northern Strike, un booster de jeux vidéo 2007, présente le pont Ludendorff comme pont suspendu.
- Call of Duty: WWII, un jeu vidéo de 2017. Dans la mission finale de la campagne, le joueur doit capturer le pont Ludendorff sous le contrôle allemand.
- Hell Let Loose, un jeu vidéo de 2019, présente la carte de Remagen, qui illustre le pont Ludendorff[18].